# Oscar Hijuelos
Oscar Jerome Hijuelos (Nueva York, 24 de agosto de 1951-Nueva York, 12 de octubre de 2013) fue un novelista estadounidense, el primer hispano en ganar el Premio Pulitzer a la Mejor Obra de Ficción por su novela Los reyes del mambo tocan canciones de amor (The Mambo Kings Play Songs of Love, 1989).

## Biografía
Hijuelos nació en Morningside Heights (Manhattan), en una familia de inmigrantes cubanos. Asistió a la Corpus Christi School, antes de estudiar en el Bronx Community College, el Lehman College y el Borough of Manhattan Community College. Posteriormente, estudió composición en el City College of New York, en donde obtuvo un Bachelor of Arts en 1975 y una maestría en composición creativa en 1976.
Después de graduarse, ocupó varios trabajos antes de dedicarse a escribir a tiempo completo. Su primera novela, Nuestra casa en el fin del mundo (Our House in the Last World), fue publicada en 1983 y recibió dos años más tarde el Rome Prize entregado por la American Academy in Rome. Su segunda novela, Los reyes del mambo tocan canciones de amor (The Mambo Kings Play Songs of Love, 1989) ganó el Premio Pulitzer a la Mejor Obra de Ficción en 1990. Dos años más tarde, en 1992, la novela fue adaptada al cine como Los reyes del mambo (The Mambo Kings). En 2005, se produjo un musical de Broadway basado en la novela.
Hijuelos enseñó en la Hofstra University y formaba parte del Departamento de Inglés de la Universidad Duke.
Falleció de un infarto el 12 de octubre de 2013 en Manhattan, Nueva York, a los 62 años, mientras jugaba un partido de tenis. Se desplomó y no volvió a recuperar la conciencia.

## Obras
En negrita figuran las obras publicadas en español.
- Nuestra casa en el fin del mundo (Our House in the Last World, 1983), trad. de Jorge Luis Mustieles, ed. Siruela.
- Los reyes del mambo tocan canciones de amor (The Mambo Kings Play Songs of Love, 1989), Premio Pulitzer a la Mejor Obra de Ficción, trad. de Alejandro García Reyes, ed. Siruela.  En 2010 se publicó la 2ª parte, Bella María de mi alma  / para la película véase Los reyes del mambo.
- Las catorce hermanas de Emilio Montez O'Brien (The Fourteen Sisters of Emilio Montez O'Brien, 1993), trad. de Maribel de Juan, ed. Tusquets.
- Mr. Ives' Christmas (1995), no traducida al español.
- La emperatriz de mis sueños (Empress of the Splendid Season, 1999), trad. Jaime Zulaika, ed. Plaza & Janés.
- A Simple Habana Melody (2002), no traducida al español.
- Dark Dude (Dark Dude, 2008, novela juvenil), Premio International Libro Latino a la Mejor Novela para jóvenes, trad. de Alberto Jiménez Rioja, ed. Everest.
- Bella María de mi alma (Beautiful Maria of My Soul, 2010), trad. Máximo Sáez, ed. Suma de Letras,  2ª parte de Los Reyes del Mambo tocan canciones de amor (1989)  / para la canción véase Beautiful Maria of My Soul.
- Thoughts Without Cigarettes: A Memoir (2011), no traducida al español.
- Twain & Stanley Enter Paradise (2015, manuscrito publicado de forma póstuma), no traducida al español.

## Premios
- Premio Pulitzer a la Mejor Obra de Ficción 1993: Los reyes del mambo tocan canciones de amor
- Premio International Libro Latino a la Mejor Novela para Jóvenes 2008: Dark Dude

## Adaptaciones
- Película: Los reyes del mambo (The Mambo Kings, 1992), dirigida por Arne Glimcher y protagonizada por Armand Assante y Antonio Banderas.
- Canción: Beautiful Maria of My Soul (Bella María de mi alma), tema principal de la película compuesta por Arne Glimcher y Robert Kraft, e interpretada en español por Antonio Banderas y en inglés por el grupo estadounidense Los Lobos.